# Луций Цинций Алимент
Лу́ций Ци́нций Алиме́нт (лат. Lucius Cincius Alimentus; ок. 240 год до н. э. — ок. 190 год до н. э.) — древнеримский историк.
Луций Цинций происходил из плебейского рода и, предположительно, приходился братом народному трибуну 204 года до н. э. Марку Цинцию. Луций был претором в 210 году до н. э., находился в войсках, действовавших против Ганнибала, был взят им в плен.
В своём сочинении, которое он писал по-гречески, он сообщал — со слов самого Ганнибала — некоторые сведения о походе Ганнибала и о потерях в его войсках. Начав летопись с основания Рима, изложил вкратце начальные события и намного подробнее происшествия своего времени. До нашего времени не дошло ни одного отрывка Алимента, переданного собственными словами автора; поэтому предположение К. Л. Блума, что он, будучи плебеем, писал в пользу плебеев, ни на чём не основано.
Цинций Алимент относил основание Рима к году, по нашему летосчислению являющемуся 729-м до н. э.; он подробно разработал предания о Ромуле и Тации и историю друга плебеев Спурия Мелия.